# デブラ・リン・マッケイブ
デブラ・リン・マッケイブ（Debra Lynne McCabe, 生年生月非公開 - ）は、カナダ生まれの女優。

## 人物・来歴
2002年頃からテレビ女優として活動し始める。2006年の『ソウ3』では全裸で吊るされている女性ダニカ役を演じ、翌年の『脅迫者』にも出演している。

## 出演作品

### 映画
- ソウ3（2006）-ダニカ・スコット役
- 脅迫者（2007-アリーナ役